# Elezioni presidenziali negli Stati Uniti d'America del 2008

Voti nel Collegio Elettorale: Barack Obama/Joe Biden (365); John McCain/Sarah Palin (173).

Le elezioni presidenziali negli Stati Uniti d'America del 2008 si sono svolte il 4 novembre e, come di consueto, sono state anticipate da quasi due anni di campagna elettorale e dalle primarie per la scelta dei candidati. La sfida ha contrapposto il candidato repubblicano John McCain e quello democratico Barack Obama. Si è trattato della cinquantaseiesima elezione e Obama ha prevalso nella competizione. Il 20 gennaio 2009 Obama, primo afro-americano ad essere eletto alla guida del paese, ha giurato come 44º presidente degli Stati Uniti e assunto l'incarico.
Le elezioni sono state a lungo considerate di esito incerto poiché entrambi i maggiori partiti avevano dovuto scegliere i loro candidati ex novo, non essendoci né un presidente che si ripresentava per il secondo mandato né un vicepresidente uscente in competizione per la nomination. Infatti il presidente George W. Bush, dopo otto anni alla Casa Bianca, non era rieleggibile e il vicepresidente Dick Cheney aveva comunicato di non volersi candidare sin dall'inizio del suo mandato.
Era dal 1952 che si assisteva ad una elezione in cui nessun candidato godesse del vantaggio della incumbency, cioè del fatto di essere presidente o vicepresidente uscente. Si è trattato di un fatto raro e eccezionale che ha reso la corsa per la Casa Bianca molto aperta sin dalla fase delle primarie perché entrambi i partiti hanno dovuto scegliere il loro candidato in un broad field, cioè in campo aperto, senza che nessuno partisse da una posizione di vantaggio data dalla carica ricoperta al vertice del paese; nemmeno il classico Super Tuesday aveva dato un quadro più chiaro, cosicché solo con gli ultimi Stati si è potuta avere una situazione più stabile.
McCain e Obama si sono contesi la presidenza in una gara decisamente aperta, dato che molti erano gli swing states (gli stati in bilico) rispetto al 2004. In particolare Obama è risultato molto competitivo in alcuni stati con un'alta percentuale di neri e ispanici, nonché nel Mid West.
Il 4 novembre Obama ha vinto l'elezione generale, ricevendo anche le congratulazioni del suo avversario John McCain, grazie alla conquista di diversi stati che nel 2004 si erano schierati con Bush: Florida, Carolina del Nord, Virginia, Ohio, Indiana, Iowa, Colorado, New Mexico e Nevada.

## Elezioni primarie
Tra gennaio e giugno 2008 si sono svolte in tutti gli Stati dell'Unione le elezioni primarie, o in alcuni stati, i caucus per la selezione dei candidati alla presidenza, all'interno dei maggiori partiti.

### Partiti e candidati
Molti sono i politici che si sono candidati per ottenere la nomination di un partito politico. In questa sezione si trova una lista dei candidati dei maggiori cinque partiti: Partito Repubblicano, Partito Democratico, Partito Libertario, Partito Verde degli Stati Uniti e Partito della Costituzione. In grassetto è indicato il candidato prescelto da ciascun partito.

Le primarie repubblicane nei 50 Stati

#### Partito Repubblicano
- Sam Brownback, senatore, Kansas (Sito web)
- John Cox, Illinois (sito web)
- Jim Gilmore, ex governatore, Virginia
- Rudy Giuliani, ex-sindaco di New York (Sito web)
- Mike Huckabee, ex governatore, Arkansas (Sito web)
- Duncan Hunter, Rappresentante, California (Sito web)
- Alan Keyes, ex ambasciatore, Illinois (Sito web)
- John McCain, senatore, Arizona (Sito web)
- Ron Paul, Rappresentante, Texas (Sito web)
- Mitt Romney, ex governatore, Massachusetts (Sito web Archiviato il 20 settembre 2012 in Internet Archive.)
- Tom Tancredo, Rappresentante, Colorado (Sito web)
- Fred Thompson, ex-senatore, Tennessee (Sito web Archiviato il 9 marzo 2007 in Internet Archive.)
- Tommy Thompson, ex governatore, Wisconsin

Le primarie democratiche nei 50 Stati

#### Partito Democratico
- Joe Biden, senatore, Delaware (sito web)
- Hillary Clinton, senatore, New York (sito web)
- Chris Dodd, senatore, Connecticut (sito web Archiviato il 4 dicembre 2020 in Internet Archive.)
- John Edwards, ex senatore, Carolina del Nord (sito web)
- Mike Gravel, ex senatore, Alaska (sito web)
- Dennis Kucinich, rappresentante, Ohio (sito web Archiviato il 6 febbraio 2004 in Internet Archive.)
- Barack Obama, senatore, Illinois (sito web)
- Bill Richardson, governatore, Nuovo Messico (sito web Archiviato il 3 settembre 2011 in Internet Archive.)
- Tom Vilsack, ex governatore, Iowa (sito web)

#### Partito Libertario
- Bob Barr, ex rappresentante, Georgia (Sito web)
- James Burns, Nevada (Sito web)
- Mike Gravel, ex-senatore, Alaska (Sito web)
- Daniel Imperato, Florida (Sito web)
- Mike Jingozian, Oregon (Sito web)
- Bob Jackson, Michigan (sito web)
- Steve Kubby, California (sito web)
- Alden Link, New York (sito web)
- George Phillies, Massachusetts (sito web)
- Mary Ruwart, Texas (sito web)
- Wayne Allyn Root, Nevada (sito web)
- Christine Smith, Colorado (sito web Archiviato il 7 febbraio 2019 in Internet Archive.)
- Doug Stanhope, Massachusetts

#### Partito Verde
- Elaine Brown, Georgia (sito web)
- Jerry Kann, New York (sito web)
- Jesse Johnson, Virginia Occidentale (sito web Archiviato il 9 maggio 2008 in Internet Archive.)
- Cynthia McKinney, ex Rappresentante, Georgia (sito web)
- Kent Mesplay, California (sito web Archiviato l'11 novembre 2020 in Internet Archive.)
- Kat Swift, Texas (sito web)

#### Partito della Costituzione
- Chuck Baldwin, Florida (sito web Archiviato il 5 maggio 2008 in Internet Archive.)
- Diane Beall Templin, California (sito web)
- Don J. Grundmann, California
- Alan Keyes, ex ambasciatore, Illinois (sito web)
- Bryan Malatesta, Texas
- Max Riekse, Michigan (sito web)
- Dale Thompson, Kentucky

### La Campagna elettorale

#### Primi verdetti
La lunga marcia verso la nomination è cominciata il 3 gennaio con i primi caucus in Iowa, dove hanno vinto Mike Huckabee per i Repubblicani e Barack Obama per i Democratici. La prima primaria si è invece svolta l'8 gennaio in New Hampshire, rispettivamente con la vittoria di John McCain e di Hillary Clinton.
Nel corso del mese di gennaio, con le vittorie di Mitt Romney in Michigan, Wyoming (caucus), Nevada (caucus) e Maine (caucus) e di John McCain in Carolina del Sud e Florida, la corsa tra i Repubblicani si è trasformata in un testa a testa tra i due, con Mike Huckabee, beniamino dei conservatori e del Sud, terzo incomodo. Rudy Giuliani, a lungo dato per favorito, si è ritirato in seguito al deludente risultato ottenuto in Florida, dove si è classificato solo quarto.
In campo democratico, dopo l'uscita di scena di John Edwards, la corsa per la nomination è divenuta una partita a due tra Hillary Clinton, vincitrice in Michigan, Nevada (caucus) e Florida, e Barack Obama, forte del successo in Carolina del Sud. Le vittorie della Clinton in Michigan e Florida peraltro non hanno prodotto delegati perché i due Stati erano stati spogliati della loro rappresentanza alla convention democratica per aver anticipato eccessivamente le loro primarie.

#### IlSuper Tuesday
Il 5 febbraio, Super Tuesday, i cittadini di oltre 20 Stati si sono espressi in primarie e caucus.
Tra i Repubblicani ha avuto la meglio John McCain, il quale ha prevalso in 9 Stati, tra i quali quelli più ricchi di delegati (California, New York e New Jersey). Mike Huckabee ha vinto in 5 Stati, tutti del Sud (Arkansas, Alabama, Georgia, Tennessee e Virginia Occidentale), mentre Mitt Romney ha vinto in 9 Stati, prevalentemente piccoli, e ha deciso di ritirarsi dalla corsa. John McCain si è così consacrato front-runner tra i Repubblicani e al termine del Super Tuesday guidava la corsa con 714 delegati (gliene servivano 1 191 per ottenere la maggioranza nella convention), seguito da Mitt Romney (286 delegati), Mike Huckabee (181 delegati) e Ron Paul (16 delegati).
Tra i Democratici si è avuto un sostanziale pareggio tra Barack Obama e Hillary Clinton in termini di delegati: il primo ha prevalso in 13 Stati (prevalentemente nel Sud, nel Medio-Ovest e nella regione delle Montagne Rocciose), mentre la Clinton ha vinto in 9 Stati (prevalentemente nel Nord-Est, nel Sud-Ovest e nella popolosa California). Il conto dei delegati raffigurava una gara molto più aperta tra i Democratici e vedeva Hillary Clinton con un esiguo vantaggio su Barack Obama: 1 163 delegati contro 962 (ne servivano 2 025 per vincere).

#### La corsa continua
Dopo il Super Tuesday, la corsa è continuata l'8 e il 9 febbraio in Louisiana, Kansas e Washington per i Repubblicani e in Louisiana, Nebraska, Washington e Maine per i Democratici. Mike Huckabee ha vinto sonoramente in Kansas, guadagnando 36 delegati, e in Louisiana, mentre nello Stato di Washington John McCain ha vinto di un soffio. Tra i Democratici, Barack Obama ha guadagnato terreno su Hillary Clinton, vincendo in tutti e quattro gli Stati nei quali si votava, e il conto dei delegati fu allora ancor più equilibrato: 1 148 contro 1 121.
La campagna elettorale si è poi spostata nell'area del Potomac: Virginia, Maryland e Washington. John McCain e Barack Obama hanno fatto il pieno di voti e di delegati. Quest'ultimo ha superato Hillary Clinton nel conteggio dei delegati: 1 253 contro 1 211.
Il 19 febbraio la marcia dei due frontrunners, John McCain e Barack Obama è continuata con le vittorie del primo nello Stato di Washington e nel Wisconsin e del secondo nelle Hawaii e nel Wisconsin. Entrambi hanno allungato sui loro rivali per la nomination: McCain guidava la corsa repubblicana con 918 delegati contro i 217 vinti da Huckabee, mentre Obama superava la Clinton 1 315 a 1 245.
Il 4 marzo le primarie in Texas, Ohio, Rhode Island e Vermont hanno avuto un'importanza cruciale. Tra i Repubblicani, le vittorie di McCain gli hanno permesso di superare la quota di delegati necessaria per avere matematicamente la nomination in tasca (1 191), tanto da indurre Huckabee a ritirarsi. In campo democratico, le vittorie della Clinton (159 delegati vinti contro i 144 di Obama) l'hanno di fatto rimessa in gioco. Da questo punto, avendo McCain vinto la nomination, l'attenzione degli osservatori si è concentrata sul Partito Democratico.
Nel corso del successivo mese, in attesa dell'importante primaria in Pennsylvania, Obama ha vinto i caucus del Wyoming (8 marzo) e la primaria del Mississippi (11 marzo). L'incertezza della corsa e il rischio di una convention senza un chiaro vincitore, a fronte di un Partito Repubblicano compatto dietro a McCain, hanno cominciato a preoccupare seriamente i leader del Partito Democratico, tanto da spingere Howard Dean, presidente del Comitato Nazionale Democratico, a fare un appello ai cosiddetti superdelegati (senatori, rappresentati, altri detentori di cariche elettive e leader locali del partito) affinché annunciassero la loro preferenza tra i due candidati entro il 1º luglio. Va detto che i superdelegati alla convention del 2008 sono stati circa 800 e, tra quelli che si erano già espressi a favore dell'uno o dell'altro candidato a metà aprile, 254 appoggiavano la Clinton e 230 Obama.

#### Battute finali
Il 22 aprile Hillary Clinton ha vinto con un margine di 10 punti percentuali la primaria in Pennsylvania, guadagnando però solo 12 delegati in più del rivale. Dopo questi due appuntamenti, la corsa rimaneva dunque molto indecisa con Obama che guidava nel computo generale dei delegati: 1 719 contro 1 586.
Il 6 maggio Barack Obama ha vinto agevolmente in Carolina del Nord, mentre Hillary Clinton ha vinto per un soffio in Indiana. Il vantaggio di Obama è dunque cresciuto (1 865 delegati contro 1 697) e il senatore dell'Illinois ha sopravanzato la rivale anche nel sostegno espresso dai superdelegati, ma la Clinton ha deciso di continuare la sua corsa fino a quando non fosse matematicamente sconfitta nel conto dei delegati.
Il 13 maggio Hillary Clinton ha trionfato nella Virginia Occidentale, Stato operaio e conservatore, con il 67% dei voti circa. Trattandosi però di un piccolo Stato, la Clinton ha recuperato solo pochi delegati in più nella corsa che vedeva Obama, rafforzato dal sostegno di una nuova decina di superdelegati, in testa con 1 881 contro 1 713 delegati. Dopo questa primaria, smentendo le voci che la davano vicina al ritiro, la Clinton ha annunciato di essere "più determinata che mai".
Il 20 maggio il copione di altre giornate si è ripetuto in Kentucky e Oregon: nel primo Stato ha vinto ampiamente la Clinton, mentre Obama ha vinto nel secondo. Il conteggio dei delegati dopo questo appuntamento era 1 965 (di cui 307 super) per Obama e 1 777 (di cui 279 super) per la Clinton, un divario quasi incolmabile.
Il 30 maggio il Comitato Nazionale Democratico ha deciso di riassegnare solo la metà dei delegati a Michigan e Florida, Stati ampiamente vinti dalla Clinton, che sperava di ottenere tutti i delegati vinti.
Il 1º giugno la Clinton ha vinto la primaria in Porto Rico, il territorio non incorporato più grande degli Stati Uniti, mentre il 3 giugno Obama e Clinton hanno vinto rispettivamente Montana e Dakota del Sud. A conclusione di questa "tre giorni", Obama aveva la maggioranza dei delegati alla convention (2 156 delegati contro 1 923) e si è dichiarato vincitore, anche se la Clinton ha deciso di rimanere ancora in corsa.
Nello stesso giorno in cui si sono concluse le primarie democratiche, si sono concluse anche quelle repubblicane. Al termine del viaggio durato cinque mesi i candidati dei due maggiori partiti, che verranno proclamati nelle rispettive convenzioni nazionali, sono Barack Obama e John McCain. Pochi giorni prima delle rispettive convenzioni, i due candidati hanno annunciato i loro running-mates: Joe Biden per Obama e Sarah Palin per McCain.

## Le convenzioni nazionali
La Convenzione Nazionale Repubblicana si è tenuta presso il Xcel Energy Center di Saint Paul nel Minnesota dal 1º al 4 settembre 2008. La Convenzione Nazionale Democratica si è tenuta presso il Pepsi Center di Denver, Colorado dal 25 al 28 agosto 2008.

## Candidature
| Candidati  | Candidati        | Candidati      | Candidati        | Partito                         |
| Presidente | Presidente       | Vicepresidente | Vicepresidente   | Partito                         |
| ---------- | ---------------- | -------------- | ---------------- | ------------------------------- |
|            | Barack Obama     |                | Joe Biden        | Partito Democratico             |
|            | John McCain      |                | Sarah Palin      | Partito Repubblicano            |
|            | Ralph Nader      |                | Matt Gonzalez    | Indipendenti                    |
|            | Bob Barr         |                | Wayne Allyn Root | Partito Libertario              |
|            | Chuck Baldwin    |                | Darrell Castle   | Partito della Costituzione      |
|            | Cynthia McKinney |                | Rosa Clemente    | Partito Verde degli Stati Uniti |
|            | Alan Keyes       |                | Wiley Drake      | America's Independent Party     |

## Risultati
| Candidati        | Candidati        | Partiti                         | Voti        | %     | Delegati |
| Presidente       | Vicepresidente   | Partiti                         | Voti        | %     | Delegati |
| ---------------- | ---------------- | ------------------------------- | ----------- | ----- | -------- |
| Barack Obama     | Joe Biden        | Partito Democratico             | 69 498 516  | 52,93 | 365      |
| John McCain      | Sarah Palin      | Partito Repubblicano            | 59 948 323  | 45,65 | 173      |
| Ralph Nader      | Matt Gonzalez    | Indipendente                    | 739 034     | 0,56  | –        |
| Bob Barr         | Wayne Allyn Root | Partito Libertario              | 523 715     | 0,40  | –        |
| Chuck Baldwin    | Darrell Castle   | Partito della Costituzione      | 199 750     | 0,15  | –        |
| Cynthia McKinney | Rosa Clemente    | Partito Verde degli Stati Uniti | 161 797     | 0,12  | –        |
| Alan Keyes       | Wiley Drake      | America's Independent Party     | 47 941      | 0,04  | –        |
| Altri candidati  | -                | -                               | 242 685     | 0,18  | –        |
| Totale           | Totale           | Totale                          | 131 313 820 | 100   | 538      |

| Barack Obama |  | 52,93% |
| John McCain  |  | 45,65% |
| Ralph Nader  |  | 0,56%  |
| Bob Barr     |  | 0,40%  |
| Altri        |  | 0,49%  |

     Obama (365)
     McCain (173)